# Ptyssiglottis longisepala
Ptyssiglottis longisepala är en akantusväxtart som beskrevs av B. Hansen. Ptyssiglottis longisepala ingår i släktet Ptyssiglottis och familjen akantusväxter. Inga underarter finns listade i Catalogue of Life.